# Krämpfertorbrücke
Die Krämpfertorbrücke ist eine Straßenbrücke, die in Erfurt den Flutgraben der Gera überspannt. Die denkmalgeschützte Brücke wurde 1895 mit einem Ziegelsteingewölbe errichtet und 1998 mit einem Stahlbetongewölbe verbreitert.
Die Krämpfertorbrücke wurde 1895 im Rahmen des Flutgrabenbaus im Bereich eines ehemaligen Stadttores in der Erfurter Ost-West-Achse errichtet, um die Krämpfervorstadt zu erschließen und mit der Innenstadt zu verbinden. Die Bogenbrücke wurde mit einer Breite von 13,6 m und 25,0 m lichter Weite innerhalb von sechs Monaten gebaut. Der Bogen hat als statisches System den gelenklosen Stützlinienbogen mit der Form eines Kreissegmentabschnittes bei einer Kämpferdicke von 1,3 m und einer Scheiteldicke von 1,03 m. Im eigentlichen Ziegelsteingewölbe, das sich auf Widerlager aus 500 m³ Beton abstützt, wurden 142.000 festgebrannte Steine und 26.000 gelbe Hartbrandklinker im Kreuzverband verarbeitet. Für die Verblendung der Stirnmauern und die Brüstungen wurden Kalksandsteine verwendet. Am 15. Dezember 1895 wurde das Bauwerk dem Verkehr übergeben. Von 1904 bis 1916 führte eine Straßenbahnstrecke vom Anger zur Leipziger Straße über die Brücke.
Zwischen 1998 und 1999 erfolgte eine Instandsetzung und Erweiterung der Krämpfertorbrücke. Für eine neue Stadtbahnlinie vom Anger zum Wohngebiet Ringelberg wurde das Bauwerk von 13,6 m auf 19,4 m verbreitert. Dies erfolgte auf der südlichen Seite durch den Anbau einer etwa 5,8 m breiten Stahlbetonbogenbrücke, deren Widerlager auf 84 Verpresspfählen gegründet wurden. Die Widerlager der alten Brücke wurden aufgrund von Porosität mit Zement verpresst. Für die Verkleidung der Stahlbetonbrücke und etwaige Natursteinerneuerungen wurde Seeberger Sandstein verwendet. Die Baukosten betrugen vier Millionen D-Mark.
Am 4. Oktober 1999 wurde die Krämpfertorbrücke wieder für den Verkehr freigegeben. Seitdem überführt sie beidseitig je 2,35 m breite Gehwege mit Mosaikpflaster, einen 1,5 m breiten Radweg auf der Südseite, zwei zusammen 6,2 m breite Fahrstreifen Richtung Osten und den 6,3 m breiten Gleiskörper der Stadtbahnlinie 2, in den ein Fahrstreifen Richtung Innenstadt integriert ist.